# Andricophiloscia stepheni
Andricophiloscia stepheni är en kräftdjursart som först beskrevs av Nicholls och Barnes 1927.  Andricophiloscia stepheni ingår i släktet Andricophiloscia och familjen Philosciidae. Inga underarter finns listade i Catalogue of Life.